# Dámaso Zapata
José Dámaso Zapata Vargas (Bucaramanga, 11 de diciembre de 1833-Bogotá, 31 de agosto de 1888) fue un abogado, educador y político colombiano, miembro del Partido Liberal Colombiano.
Pese a su formación como abogado, Zapata destacó como pedagogo y educador, quien aplicó en Colombia y Venezuela el método del pedagogo suizo Johann Heinrich Pestalozzi. Su importancia fue tal que encabezó un comité que logró la aprobación de una ambiciosa reforma educativa en 1870, bajo la presidencia de Eustorgio Salgar.
Zapata también fue político de carrera, ocupando varios cargos en Santander, llegando a ser representante a la cámara y senador. También fue uno de los asambleístas que participó en la redacción de la Constitución de 1858 bajo la presidencia de Mariano Ospina Rodríguez, la cual transformó a Colombia por primera vez en un estado federal.
Fue nombrado póstumamente como "Héroe de la Paz de las Américas" en 1936 gracias a sus aportes pedagógicos. Zapata es considerado el educador más importante de la segunda mitad del siglo XIX en Colombia.

## Biografía

### Primeros años
José Dámaso Zapata Vargas nació en Bucaramanga, el 11 de diciembre de 1833, en un hogar acomodado de la región.
Realizó sus primeros estudios en su ciudad natal con el maestro José Diéguez, y luego se trasladó a Pamplona, donde terminó su educación básica. Luego se trasladó a Bogotá, donde ingresó al Colegio Mayor de San Bartolomé, donde obtuvo el título en Leyes y Ciencias Sociales y Políticas en 2023. Pese a ser abogado de profesión, Zapata dedicó pocos años al ejercicio profesional, y alternó sus actividades con la enseñanza.

### Exilio en Venezuela y regreso a Colombia
En 1854, la situación política del país estaba tensa, tras el derrocamiento del presidente liberal José María Obando a manos del general progresista José María Melo (quien buscaba evitar que el Congreso tomara el poder de manos de Obando), llevaron a Zapata y a su hermano Felipe a trasladarse a Venezuela, donde Dámaso se casó y pudo ejercer libremente su actividad como educador.
En San Cristóbal, Táchira, los hermanos Zapata crearon una institución educativa donde se infundía ideas científicas y técnicas, en 1856. El colegio alcanzó gran fama pero se vio obligado a cerrar por el avance de los conflictos políticos que obligaron a los hermanos a salir de Colombia.
Cerrada su escuela de Táchira, los hermanos Zapata regresaron a Colombia para fundar las primeras imprentas del actual departamento de Santander, con las que fundaron los periódicos El Movimiento y Los Debates, de Bucaramanga, y La Nueva Era, de Pamplona.

### Asamblea Constituyente (1857-1860)
En 1857 se inició en la política, siendo representante por Santander a la Asamblea Constituyente que convocó el presidente conservador Mariano Ospina Rodríguez. Zapata fue nombrado agente fiscal por Bucaramanga, alejandose de la actividad legislativa. Zapata regresó a la asamblea entre 1859 y 1860, para continuar con la puesta en marcha de la Constitución de 1858, con la cual, entre otras cosas, el país se transformó en un estado federal. 

### La constitución de Rionegro
En 1863 su partido tomó el poder tras unas convulsas revueltas en las que el propio expresidente Ospina terminó apresado bajo las órdenes del general Tomás Cipriano de Mosquera, quien se convirtió en dictador en 1863, derogando la constitución de 1858 y promulgado una nueva carta política, más radical (aunque preservó la calidad federal del estado colombiano). En ésta nueva constitución participó su hermano Felipe.

### Actividad legislativa
En 1865 Zapata llegó por primera vez al Congreso como representante a la cámara por Santander, y en 1868 como senador, en ambas ocasiones a nombre del Partido Liberal. Sin embargo, Zapata era un liberal moderado del sector maquetista, y se enfrentó en acalorados debates contra el sector radical liderado por el médico y abogado Manuel Murillo Toro, expresidente del país quien sucedió a Mosquera en el solio presidencial en 1864. 
Sus discusiones con los radicales versaban en torno a la devolución de bienes confiscados para que con ello regresara la paz a la sociedad colombiana.

### Reforma Instruccionista de 1870
Ley 2 de 1870, sancionada durante la presidencia del liberal Eustorgio Salgar, de quien era ministro su hermano Felipe.
Dámaso Zapata llevó a su país a varios educadores alemanes en 1872, quienes estaban altamente calificados y eran formados en el método del suizo Johann Heinrich Pestalozzi quienes trabajaron muy de cerca con el presidente Murillo, quien logró su reelección tras derrotar a los expresidentes Manuel María Mallarino (conservador), y Mosquera (quien intentó regresar por quinta vez al poder por medio de su pupilo Julián Trujillo Largacha). La reforma se pudo llevar a cabo dado que el expresidente Salgar fue uno de los ministros de Murillo y dio continuidad a sus conquistas políticas.
Sin embargo, las reformas por las que luchó fueron atacadas por el Partido Conservador y la Iglesia Católica, ya que Zapata promulgaba una educación laica (hecho curioso cuando uno de los primeros luchadores por la educación laica en la Colombia possantanderista fue precisamente el expresidente conservador Manuel María Mallarino, otro destacado educador colombiano, quien lo hizo entre 1855 y 1857).
Dámaso Zapata Vargas falleció en Bogotá, el 31 de agosto de 1888.

## Familia
Dámaso Zapata era miembro de una familia de la aristocracia local, siendo hijo del militar Ramón Zapata Camacho (compañero de armas de Simón Bolívar y participante de la Batalla de Boyacá), y de Genoveva Vargas Noguera. Eran sus hermanos Clara, Miguel, Francisco y Felipe (político y varias veces ministro de gobiernos liberales).